# Джоана Манта
Джоана Манта (нар. 26 липня 1977) — колишня швейцарська тенісистка.
Найвищу одиночну позицію світового рейтингу — 292 місце досягла 1 листопада 1993, парну — 395 місце — 24 серпня 1992 року.

## Фінали ITF
| турніри $25,000 |
| турніри $10,000 |

### Фінали в одиночному розряді (0-1)
| Результат | Ранг | Дата           | Турнір               | Покриття | Суперниця      | Рахунок  |
| --------- | ---- | -------------- | -------------------- | -------- | -------------- | -------- |
| Поразка   | 1.   | 18 жовтня 1993 | Фленсбург, Німеччина | Килим    | Антонія Хомоля | 3–6, 5–7 |

### Фінали в парному розряді (0-1)
| Результат | Ранг | Дата          | Турнір          | Покриття | Партнерка    | Суперниці                     | Рахунок       |
| --------- | ---- | ------------- | --------------- | -------- | ------------ | ----------------------------- | ------------- |
| Поразка   | 1.   | 20 липня 1992 | Суб'яко, Італія | Ґрунт    | Наталі Балле | Мартіна Гаутова Карин Лушниць | 1–6, 6–2, 2–6 |